# 금림왕
금림왕(錦林王)은 대가야의 제3-4대 국왕으로 추정되며, 5세기 중반 축조된 고령 지산동 고분군 47호 고분의 주인이다. 그의 업적으로는 알려진 게 없으며, 고분이 발굴되면서 그의 이름이 알려졌을 뿐이다.

## 같이 보기
- 대가야의 역대 국왕

| 전 임 (기록 없음) 초대 이진아시왕 | 제3~4대 대가야의 국왕 ? ~ ? | 후 임 5대 기본한기 |